# Грејтвуд (Тексас)
Грејтвуд (енгл. Greatwood) насељено је место без административног статуса у америчкој савезној држави Тексас.

## Демографија
По попису из 2010. године број становника је 11.538, што је 4.898 (73,8%) становника више него 2000. године.
| Група             | 2000.         | 2010.         |
| Белци             | 5.345 (80,5%) | 8.011 (69,4%) |
| Афроамериканци    | 315 (4,7%)    | 927 (8,0%)    |
| Азијати           | 498 (7,5%)    | 1.188 (10,3%) |
| Хиспаноамериканци | 370 (5,6%)    | 1.221 (10,6%) |
| Укупно            | 6.640         | 11.538        |